# Вушне волосся

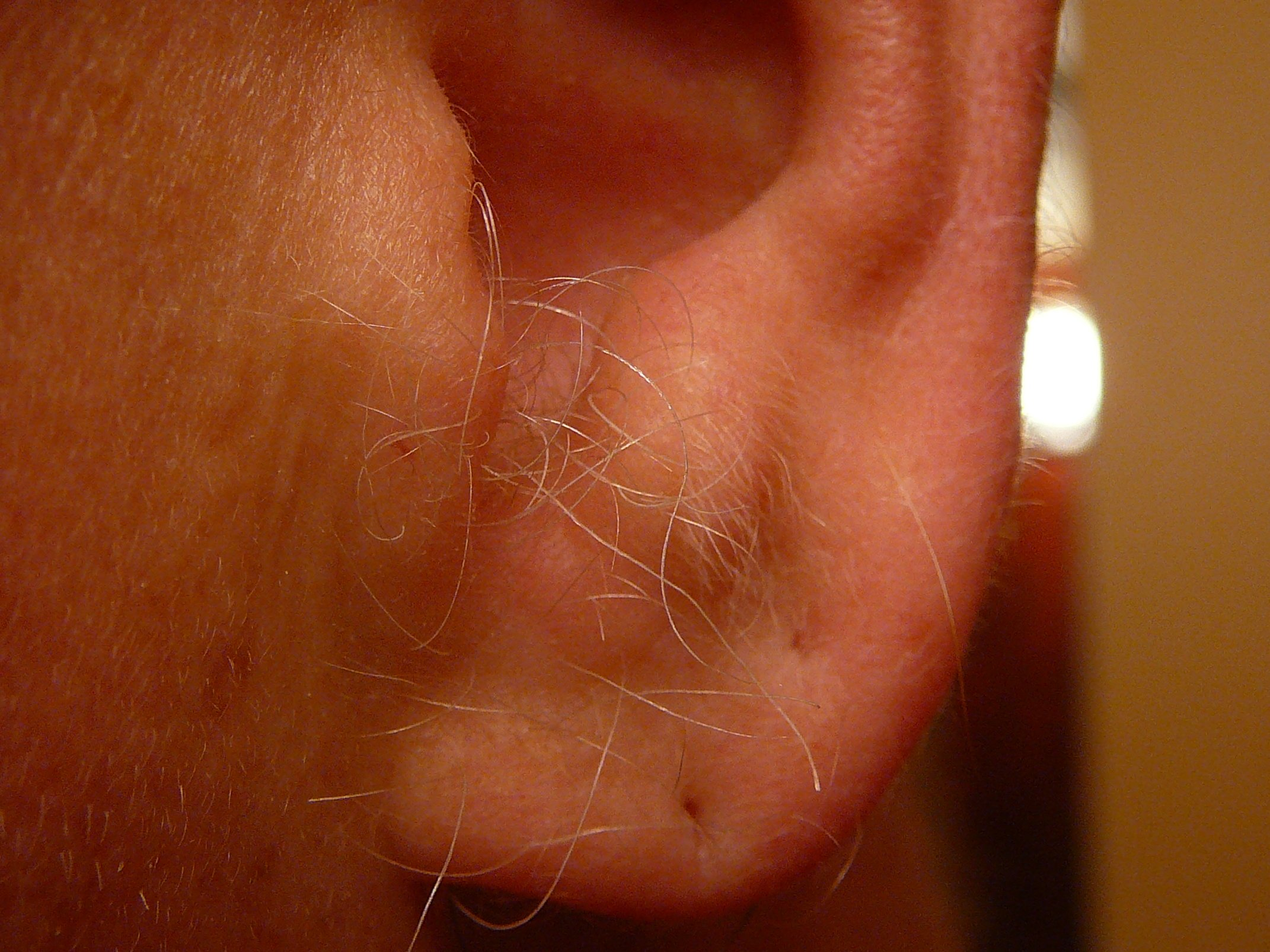
Волосся, що стирчить із зовнішнього слухового проходу у чоловіка середнього віку. А також пушкове волосся на протикозелку та спіралі

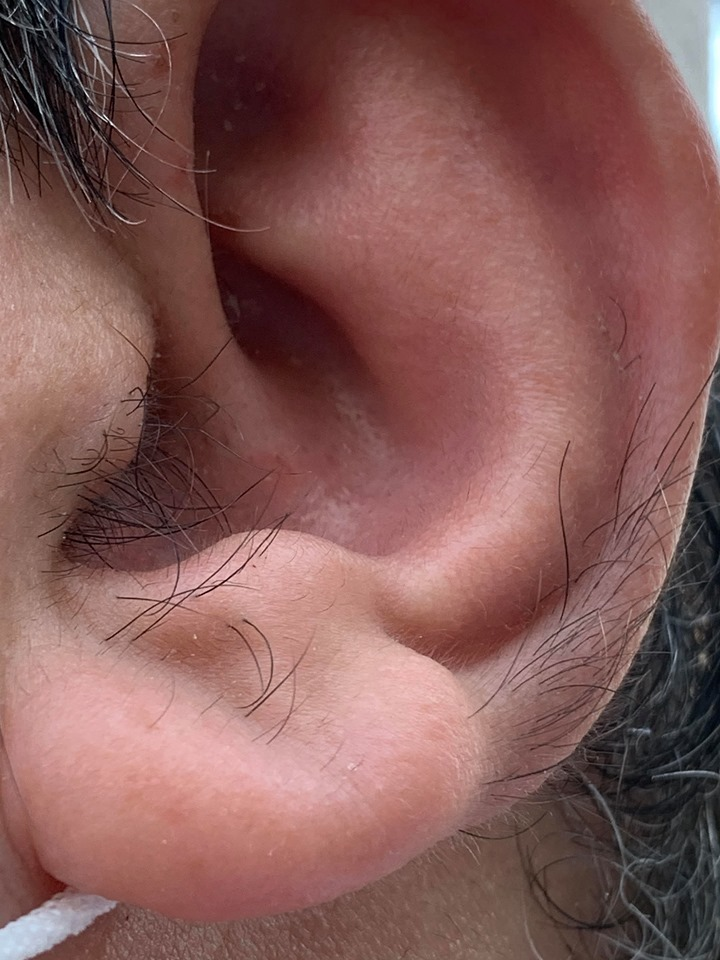
Волосся, що стирчить із зовнішнього слухового проходу у чоловіка середнього віку

Вушне́ воло́сся — людське щетинкове тілесне волосся, що росте у зовнішньому слуховому проході. У ширшому розумінні вушне волосся також може включати пушкове волосся, що покриває більшу частину вушної раковини, особливо на видатних частинах передньої частини вуха, або навіть ненормальний ріст волосся, який спостерігається при гіпертрихозі та гірсутизмі. Медичні дослідження функції вушного волосся наразі дуже обмежені.
У чоловіків похилого віку часто спостерігається посилення росту волосся у слуховому проході :206разом із посиленим ростом носового волосся. Видиме волосся, яке стирчить із слухового проходу, іноді підстригають з косметичних міркувань. :97Надмірний ріст волосся всередині або на вусі в медицині відомий як гіпертрихоз вушної раковини. :125Деякі чоловіки, особливо серед чоловічого населення Індії, мають ріст грубого волосся вздовж нижньої частини спіралі, цей стан називають «волохатими вушними раковинами» (hypertrichosis lanuginosa acquisita).

## Структура

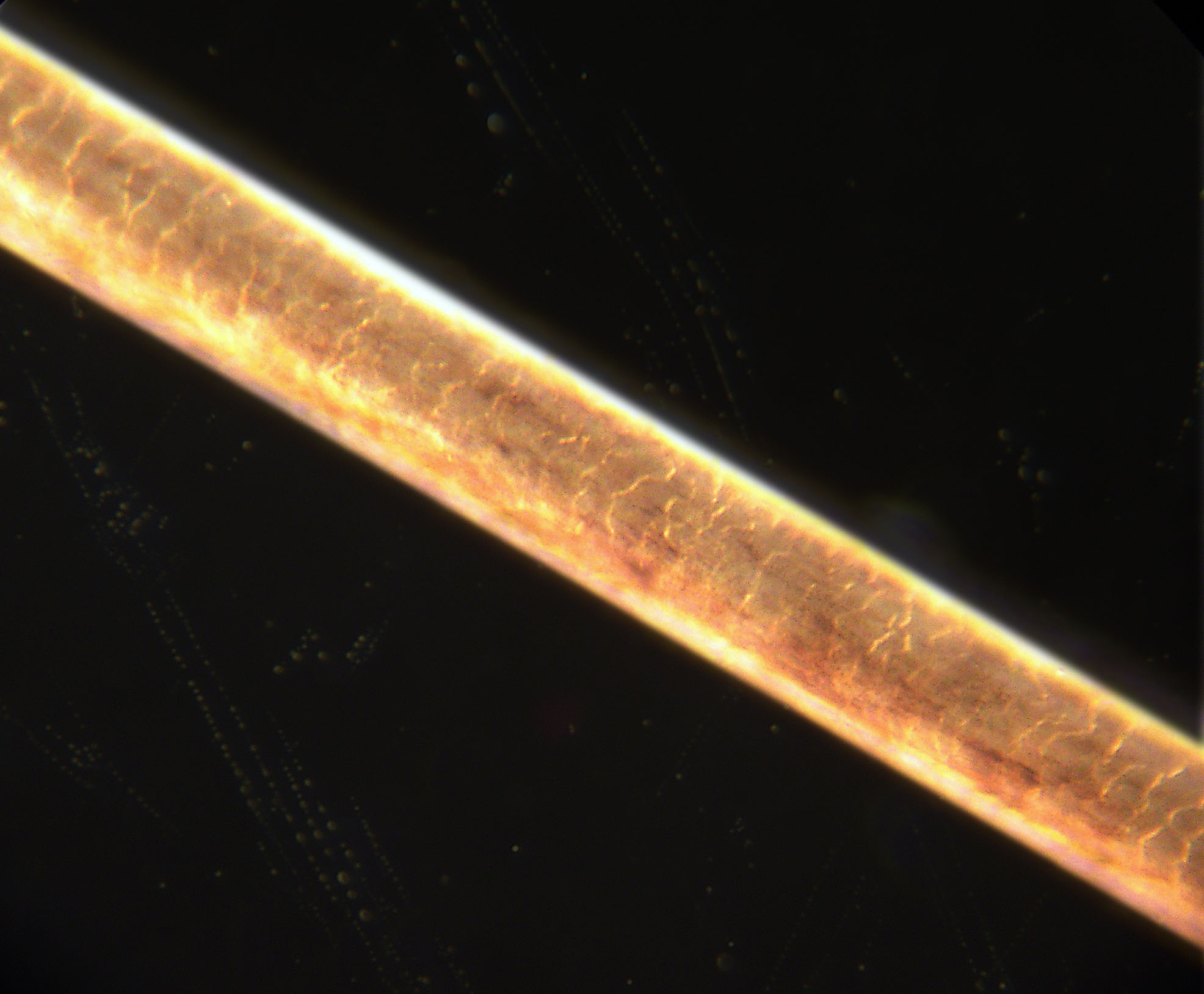
Людського волосина зі збільшенням 200×

Волосся — це білкова нитка, яка росте з цибулин у дермі або шкірі. За винятком ділянок голої шкіри, тіло людини вкрите цибулинами, які створюють товсте довге чи щетинкове та тонке пушкове волосся. Це важливий біоматеріал, який переважно складається з білка, зокрема — кератину.

## Значення для здоров'я
- Волосся, яке мігрує так, що торкається барабанної перетинки, може викликати шум у вухах.[7]
- Фолікуліт вушного волосся може викликати гострий локалізований зовнішній отит.[8]
- Важкий гіпертрихоз зовнішнього вуха під час терапії міноксидилом, коли надмірна кількість волосся вкриває вуха, може спричинити оклюзію слухового проходу, потенційно призводячи до часткової або повної глухоти.[9]

## Суспільство і культура
У 2003 році Радхакант Баджпай, індійський бакалійник, був визнаний Книгою рекордів Гіннеса людиною з найдовшим у світі вушним волоссям розміром 13,2 см. В інтерв'ю 2009 року, коли його волосся досягло 25 см, він сказав, що вважав довге волосся в вухах символом удачі і достатку.[джерело?]